# Raffaele Ranieri di Thurn und Taxis
Principe Raffaele Ranieri Carlo Maria Giuseppe Antonio Ignazio Uberto Lamoral di Thurn und Taxis (Ratisbona, 30 maggio 1906 – Schwangau, 8 giugno 1993) era il sesto figlio maschio di Alberto, VIII principe di Thurn und Taxis e di sua moglie l'arciduchessa Margherita Clementina d'Austria. Egli è il padre del principe Max Emanuel di Thurn und Taxis, l'erede presuntivo di Alberto, XII principe di Thurn und Taxis.

## Biografia

### Infanzia
Raffaele Ranieri nacque a Ratisbona in Germania, sesto figlio maschio di Alberto, 8º Principe di Thurn und Taxis e di sua moglie l'arciduchessa Margherita Clementina d'Austria Il Principe Raffaele Ranieri aveva sei fratelli ed una sorella. Uno dei suoi fratelli fu il Principe Max Emanuel di Thurn und Taxis (1902–1994), un membro dell'Ordine di San Benedetto noto come Pater Emmeram. Raffaele Ranieri ricevé un'educazione umanista da insegnanti privati.

### Matrimonio
Il 24 maggio 1932 a Ratisbona, Raffaele Raniero sposò la principessa Margherita di Thurn und Taxis. La coppia ebbe un figlio.

### Morte
Morì l'8 giugno 1993 all'età di 87 anni a Schwangau, Germania.

## Discendenza
Il principe Raffaele Raniero e la principessa Margherita di Thurn und Taxis ebbero un figlio:
- Principe Max Emanuel di Thurn und Taxis[1] nato il 7 settembre 1935 a Schloss Bullachberg.

## Titoli e trattamento
- 30 maggio 1906 – 8 giugno 1993: Sua Altezza Serenissima, il principe Raffaele Ranieri di Thurn und Taxis

## Onorificenze
- Cavaliere dell'Ordine di Parfaite Amitié

## Ascendenza
|                                              |                           |                                    | Genitori                                      |  |  | Nonni |  |  | Bisnonni                              |  |  | Trisnonni                           |  |
|                                              |                           |                                    |                                               |  |  |       |  |  | Massimiliano Carlo di Thurn und Taxis |  |  | Carlo Alessandro di Thurn und Taxis |  |
|                                              |                           |                                    |                                               |  |  |       |  |  | Massimiliano Carlo di Thurn und Taxis |  |  | Carlo Alessandro di Thurn und Taxis |  |
|                                              |                           | Teresa di Meclemburgo-Strelitz     |                                               |  |  |       |  |  | Massimiliano Carlo di Thurn und Taxis |  |  |                                     |  |
| Massimiliano Antonio di Thurn und Taxis      |                           |                                    |                                               |  |  |       |  |  | Massimiliano Carlo di Thurn und Taxis |  |  |                                     |  |
|                                              |                           | Baronessa Guglielmina di Dörnberg  | Ernesto di Dörnberg                           |  |  |       |  |  |                                       |  |  |                                     |  |
|                                              |                           | Baronessa Guglielmina di Dörnberg  | Ernesto di Dörnberg                           |  |  |       |  |  |                                       |  |  |                                     |  |
|                                              |                           | Baronessa Guglielmina di Dörnberg  | Wilhelmine Henriette Maximiliane von Glauburg |  |  |       |  |  |                                       |  |  |                                     |  |
| Alberto I di Thurn und Taxis                 |                           | Baronessa Guglielmina di Dörnberg  |                                               |  |  |       |  |  |                                       |  |  |                                     |  |
|                                              |                           | Massimiliano Giuseppe in Baviera   | Pio Augusto in Baviera                        |  |  |       |  |  |                                       |  |  |                                     |  |
|                                              |                           | Massimiliano Giuseppe in Baviera   | Pio Augusto in Baviera                        |  |  |       |  |  |                                       |  |  |                                     |  |
|                                              |                           | Massimiliano Giuseppe in Baviera   | Amalia Luisa di Arenberg                      |  |  |       |  |  |                                       |  |  |                                     |  |
| Elena di Baviera                             |                           | Massimiliano Giuseppe in Baviera   |                                               |  |  |       |  |  |                                       |  |  |                                     |  |
|                                              |                           | Ludovica di Baviera                | Massimiliano I Giuseppe di Baviera            |  |  |       |  |  |                                       |  |  |                                     |  |
|                                              |                           | Ludovica di Baviera                | Massimiliano I Giuseppe di Baviera            |  |  |       |  |  |                                       |  |  |                                     |  |
|                                              |                           | Ludovica di Baviera                | Carolina di Baden                             |  |  |       |  |  |                                       |  |  |                                     |  |
| Principe Raffaele Ranieri di Thurn und Taxis |                           | Ludovica di Baviera                |                                               |  |  |       |  |  |                                       |  |  |                                     |  |
|                                              | Giuseppe d'Asburgo-Lorena | Leopoldo II d'Asburgo-Lorena       |                                               |  |  |       |  |  |                                       |  |  |                                     |  |
|                                              | Giuseppe d'Asburgo-Lorena | Leopoldo II d'Asburgo-Lorena       |                                               |  |  |       |  |  |                                       |  |  |                                     |  |
|                                              | Giuseppe d'Asburgo-Lorena | Maria Luisa di Borbone-Spagna      |                                               |  |  |       |  |  |                                       |  |  |                                     |  |
| Giuseppe Carlo Luigi d'Asburgo-Lorena        | Giuseppe d'Asburgo-Lorena |                                    |                                               |  |  |       |  |  |                                       |  |  |                                     |  |
|                                              |                           | Maria Dorotea di Württemberg       | Ludovico Federico Alessandro di Württemberg   |  |  |       |  |  |                                       |  |  |                                     |  |
|                                              |                           | Maria Dorotea di Württemberg       | Ludovico Federico Alessandro di Württemberg   |  |  |       |  |  |                                       |  |  |                                     |  |
|                                              |                           | Maria Dorotea di Württemberg       | Enrichetta di Nassau-Weilburg                 |  |  |       |  |  |                                       |  |  |                                     |  |
| Margherita Clementina d'Asburgo-Lorena       |                           | Maria Dorotea di Württemberg       |                                               |  |  |       |  |  |                                       |  |  |                                     |  |
|                                              |                           | Augusto di Sassonia-Coburgo-Kohary | Ferdinando di Sassonia-Coburgo-Kohary         |  |  |       |  |  |                                       |  |  |                                     |  |
|                                              |                           | Augusto di Sassonia-Coburgo-Kohary | Ferdinando di Sassonia-Coburgo-Kohary         |  |  |       |  |  |                                       |  |  |                                     |  |
|                                              |                           | Augusto di Sassonia-Coburgo-Kohary | Maria Antonia di Koháry                       |  |  |       |  |  |                                       |  |  |                                     |  |
| Clotilde di Sassonia-Coburgo-Kohary          |                           | Augusto di Sassonia-Coburgo-Kohary |                                               |  |  |       |  |  |                                       |  |  |                                     |  |
|                                              |                           | Clementina d'Orléans               | Luigi Filippo di Francia                      |  |  |       |  |  |                                       |  |  |                                     |  |
|                                              |                           | Clementina d'Orléans               | Luigi Filippo di Francia                      |  |  |       |  |  |                                       |  |  |                                     |  |
|                                              |                           | Clementina d'Orléans               | Maria Amalia di Borbone-Due Sicilie           |  |  |       |  |  |                                       |  |  |                                     |  |
|                                              |                           | Clementina d'Orléans               |                                               |  |  |       |  |  |                                       |  |  |                                     |  |